# Hideyuki Ishida
Hideyuki Ishida (石田 英之 Ishida Hideyuki?), född 15 april 1982 i Kyoto prefektur, är en japansk före detta fotbollsspelare.
Ishida började sin karriär 2005 i Sagawa Printing. 2007 flyttade han till ALO'S Hokuriku (Kataller Toyama). Han spelade 119 ligamatcher för klubben. Efter Kataller Toyama spelade han för Kamatamare Sanuki. Han avslutade karriären 2013.